# Famille von Rauch
Pour les articles homonymes, voir Rauch.
 (octobre 2024).
La famille von Rauch est une famille noble prussienne qui remonte au général de division Bonaventura von Rauch.

## Histoire
La famille noble prussienne von Rauch commence avec le général de division Bonaventura von Rauch (1740–1814).
Orphelin de père, l'ancêtre des Rauch à Peterskirchen près d'Altötting en Haute-Bavière, à Straubing, Dresde et Bayreuth. En 1756 , le duc Charles Ier de Brunswick-Wolfenbüttel le prend à son service, d'abord comme page puis comme officier du génie. Bonaventura von Rauch rejoint l'armée prussienne en 1777 sur la recommandation du maréchal duc Ferdinand de Brunswick et sur instruction personnelle du roi Frédéric le Grand. Depuis lors, lui et ses descendants portent sans contestation possible le prédicat de noblesse. En 1857 et en 1879, les frères Adalbert von Rauch, officier royal et impérial, nommés officiers supérieurs. Oberleutnant, et Franz von Rauch, k.k. Rittmeister, reçoivent le certificat de noblesse prussien. Le département des questions de noblesse de Berlin confirme aux Rauch prussiens que leur noblesse n'est pas contestée par une décision du 5 février 1927.
Jusqu'à la fin de la monarchie dans les États allemands, la plupart des fils de la famille von Rauch servent comme officiers. Bonaventura von Rauch et trois de ses fils commencent leur carrière militaire dans le corps du génie (de) prussien, l'arme la plus moderne de l'époque. Ses deux plus jeunes fils, Friedrich Wilhelm von Rauch et Albert von Rauch, rejoignent le 1er régiment à pied de la Garde. Les fils des générations Rauch suivantes entrent presque exclusivement dans le 1er régiment à pied de la Garde, le régiment des Gardes du Corps, les autres régiments de la Garde et les régiments traditionnels de la cavalerie. De nombreux officiers des Rauch prussiens sont employés dans l'état-major général et atteignent les rangs supérieurs en tant que généraux et colonels, surtout le réformateur de l'armée Gustav von Rauch en tant que ministre prussien de la guerre et général d'infanterie. En mémoire de ce ministre et général, le 3e bataillon du génie porte son nom. Il est stationné à Torgau, plus tard à (Berlin-)Spandau et Brandebourg-sur-la-Havel.

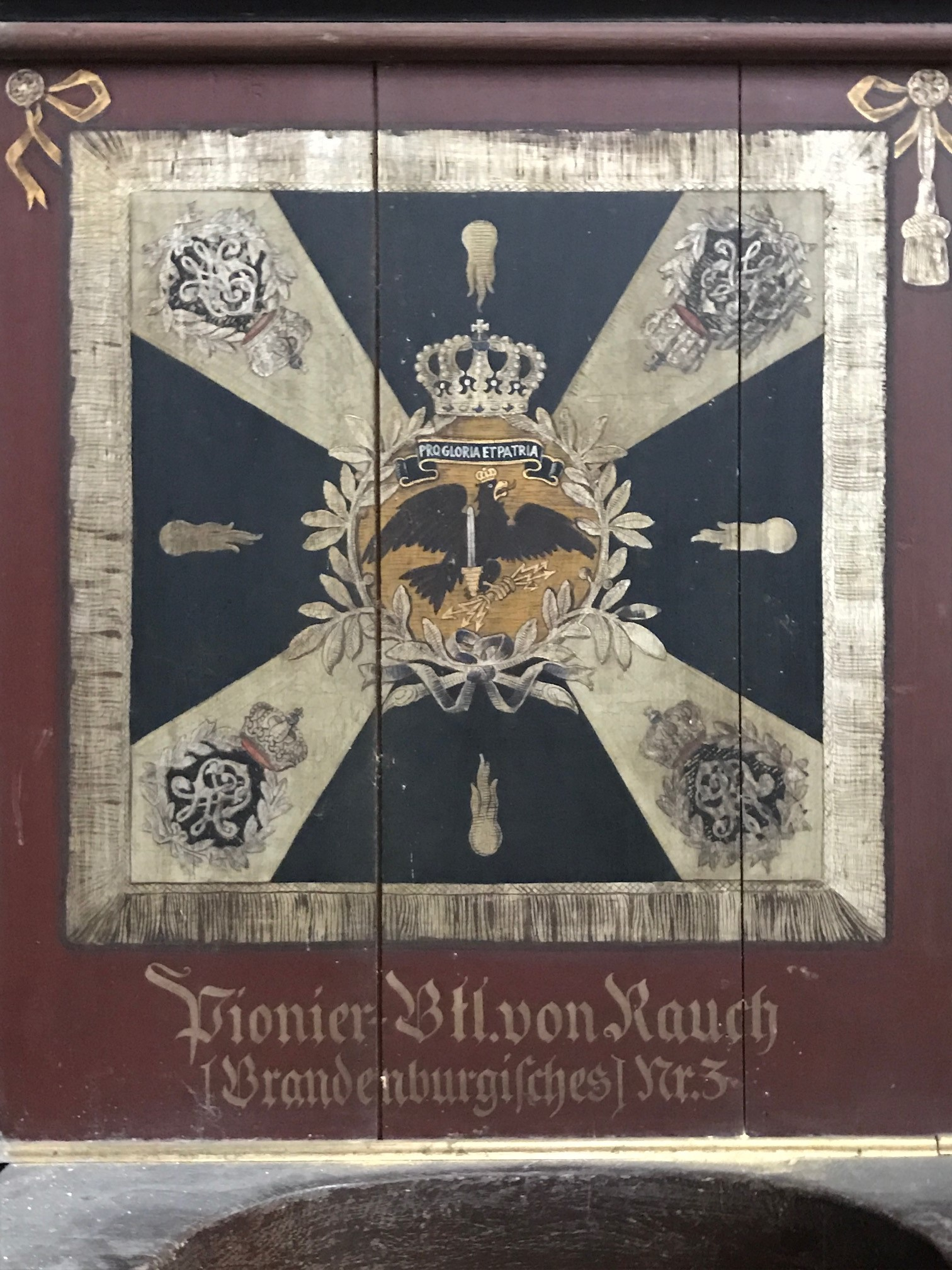
Drapeau du 3e bataillon du génie von Rauch dans les stalles du chœur de l'

Après leur service d'officier, un certain nombre de fils de la famille von Rauch occupent des postes de direction à la cour des rois prussiens et des empereurs allemands, ainsi qu'à la cour des membres de la famille des Hohenzollern au pouvoir à Berlin, Potsdam et Plön. De même, de nombreuses filles et épouses mariées von Rauch travaillent comme dames d'honneur à la cour des Hohenzollern et des membres de leur famille à Berlin, Potsdam, Schwerin, Neustrelitz, Meiningen et Saint-Pétersbourg. D'autres membres féminins de la famille sont actives dans l'église et les domaines sociaux depuis longtemps.
Depuis 1788, les villes de Berlin et de Potsdam sont le centre de vie de nombreux membres de la famille Rauch. Le ministre et général d'infanterie Gustav von Rauch devient la 16e citoyen d'honneur de Berlin (de). En 2005, l'administration du Sénat de l'État de Berlin reconstruit la tombe d'honneur de Gustav von Rauch au cimetière des Invalides.
Avec le kuk Major Franz von Rauch (1828-1911) et son frère, le kuk colonel Adalbert von Rauch (1829-1907), ils forment une branche bohémienne de la famille von Rauch. Elle s'éteint en 1946.
En plus de la famille noble prussienne von Rauch, il y avait et il y a encore plusieurs autres familles nobles du même nom, comme la famille von Rauch de Lippe-Detmold, la famille von Rauch de Wurtemberg (1808), la famille russo-balte von Rauch, et la famille de Rauch, qui a immigré en France et en Grande-Bretagne, la famille croate Rauch von Nyek et en Autriche les familles Rauch von Montpredil et Rauch von Rauchenberg. Une relation tribale ou blason entre ces familles nobles du même nom n'a pas pu être prouvée jusqu'à présent.

## Possessions
La famille prussienne von Rauch ne dispose d'aucune propriété ancestrale.
Franz von Rauch hérite du domaine de Netluk près d'Aussig dans le nord de la Bohême, de la sœur cadette de sa mère Amélie née von Levetzow, Bertha baronne Mladota von Solopisk (de) née von Levetzow (1808–1839). Son frère Adalbert von Rauch reçoit le domaine de Trziblitz  dans le district de Leitmeritz de l'héritage de la sœur aînée de sa mère, Ulrike von Levetzow. Lui et ses enfants sécurisent la succession d'Ulrike von Levetzow et les souvenirs des rencontres de Johann Wolfgang von Goethe avec elle et sa famille. Le domaine de Trziblitz est vendu à la ville de Brüx en 1901.
Elisabeth von Storch (de) née von Rauch (1893–1973), fille du General der Kavallerie Friedrich von Rauch et de sa première épouse Anna née von Behr, hérite de sa mère le manoir de Schmoldow près de Greifswald en 1896. En tant que propriétaire de Schmoldow, elle est expropriée en 1945 sans indemnité.

## Héraldique

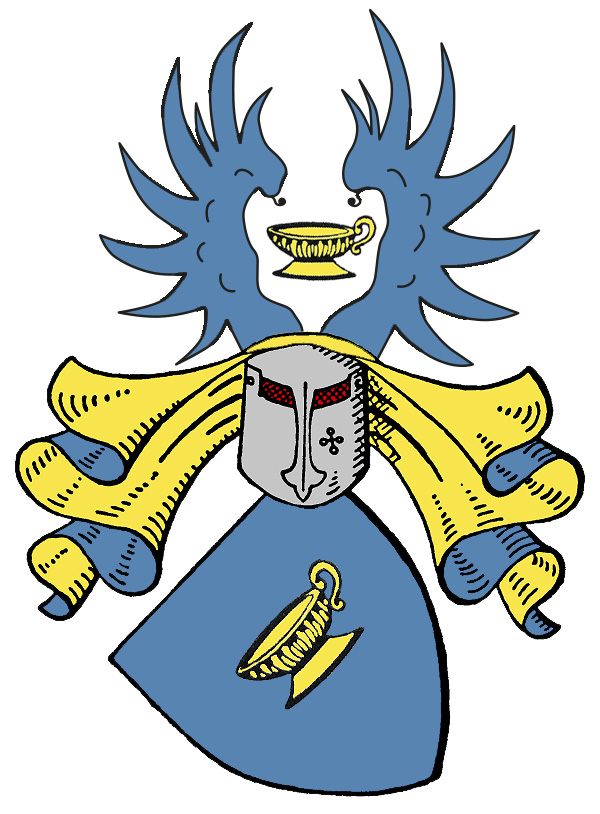
Armoiries de la famille von Rauch

Les armoiries de la famille prussienne von Rauch montrent un bol à poignée dorée en bleu. Sur le casque avec des lambrequins bleues et dorées, la coque de la poignée dorée est répétée entre les vols bleus ouverts. Le bol à poignée peut être interprété comme un bol à fumer. Ce serait alors un blason parlant.

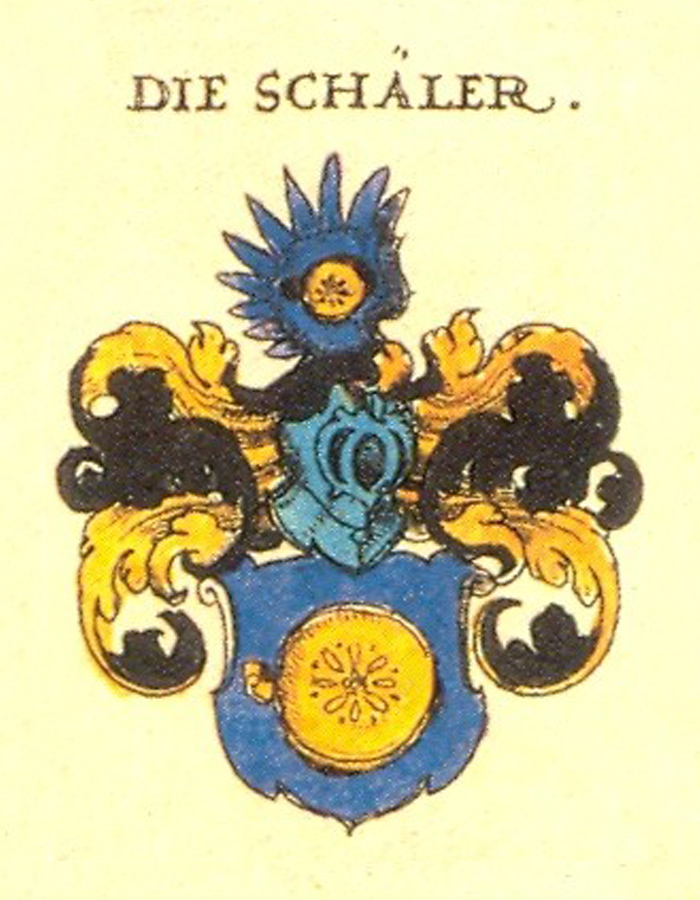
Armoiries du Scheler / Schäler zu Ulm (1605)
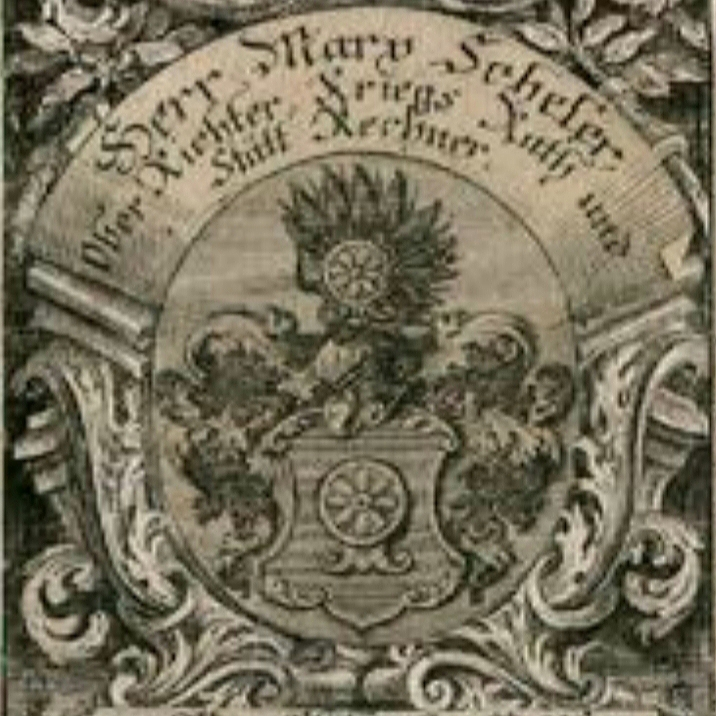
Armoiries de Marx Scheler, conseiller d'Ulm (1742)
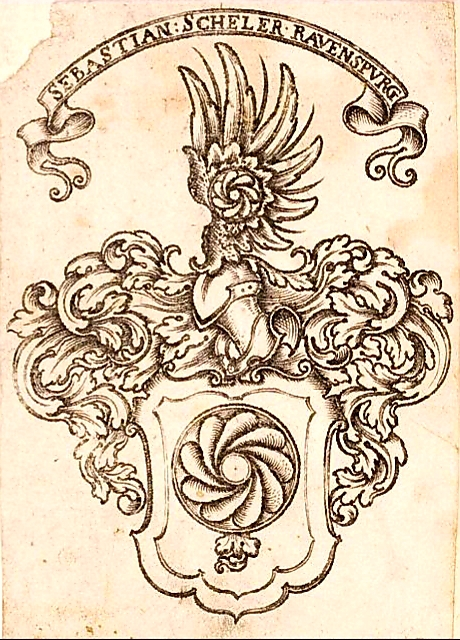
Armoiries de Sebastian Scheler (avant 1563-vers 1630), conseiller municipal à Ravensburg
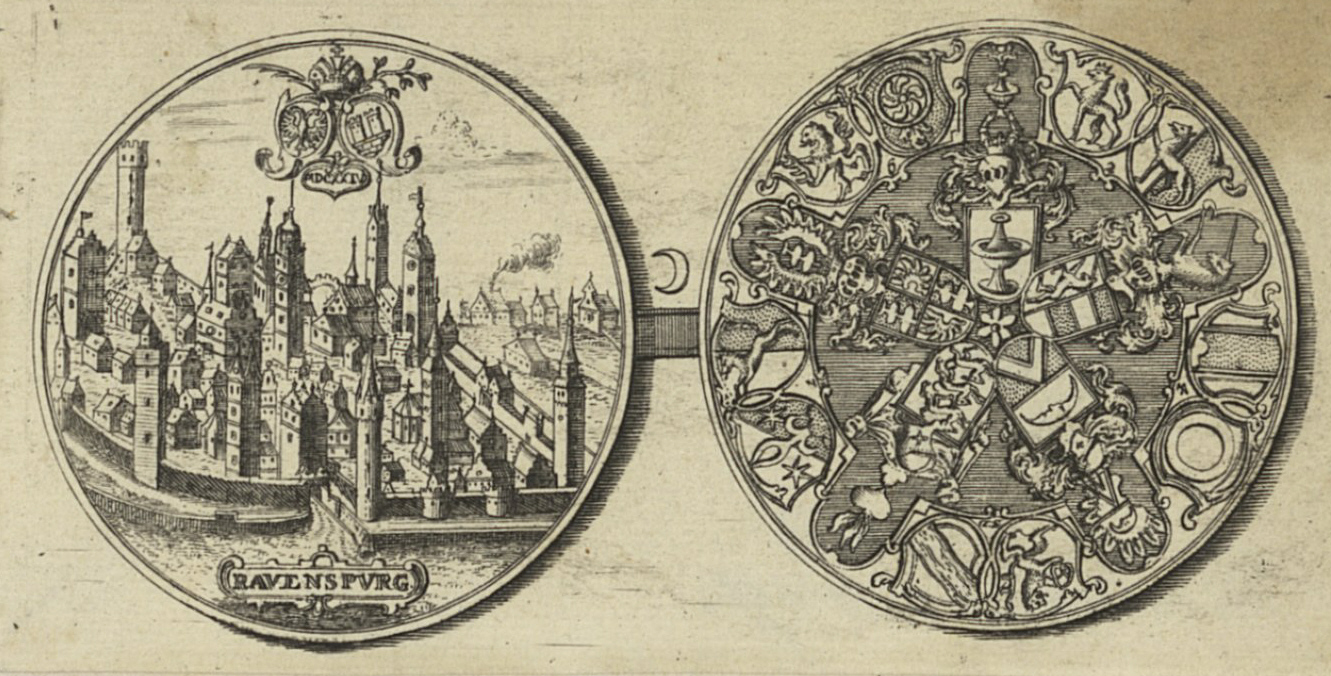
Médaille du Conseil "Ravenspurg" (1624), avec les armoiries de Sebastian Scheler
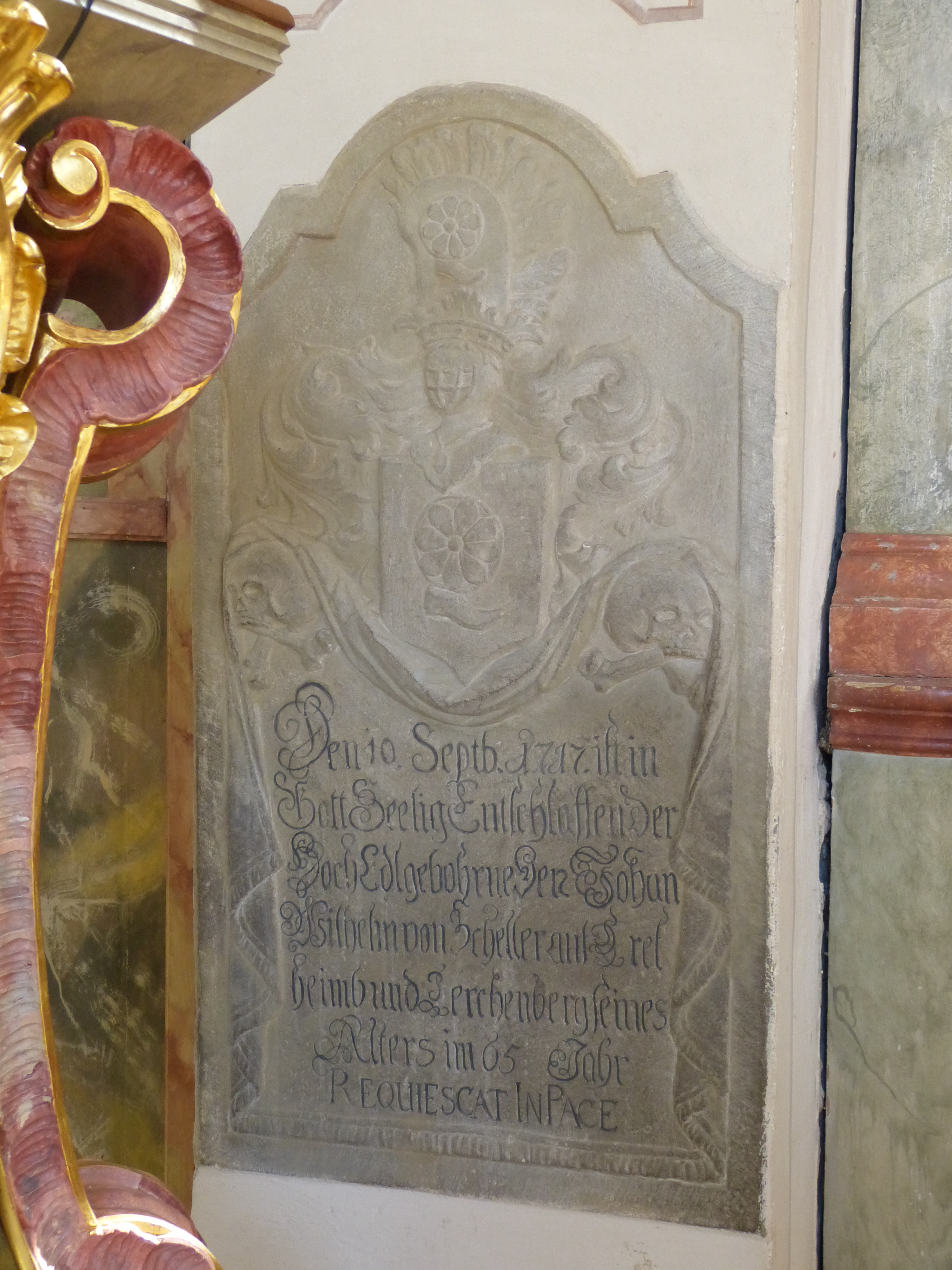
Armoiries de Johann Wilhelm von Scheller sur Erkheim et Lerchenberg (vers 1652–1717)

Les armoiries des Rauch correspondent pour l'essentiel à celles de la famille Scheler (historiquement aussi : Schäler, (von) Scheller (auf Erekheimb et Lerchenberg) et Scheler vom Lerchenberg), une famille patricienne établie depuis le début du XVe siècle à Ulm, plus tard aussi à Ravensbourg et Augsbourg. La branche des Scheler von Erkheim (Scheller von Erkheim) le portait également dans son blason écartelé. La branche des Scheler, qui reçoit en 1727 la noblesse d'Empire et plus tard le statut de comte du Wurtemberg, détourne l'image de l'écu pour en faire une rose tigée, de même que la branche Scheler von Ungershausen (Scheller von Unger(s )hausen) l'a mal interprétée comme une fleur dans un anneau sur une cordelette. Un lien de parenté entre les familles Rauch et Scheler n'a pas pu être prouvé jusqu'à présent. On ne sait pas encore s'il s'agit ici, en raison de l'approche conceptuelle du "blason parlant" (Rauchschale : approprié chez Rauch ou Schale-Schäler-Scheler), d'une simple similitude héraldique fortuite, ou si ce n'est pas le cas, comment le blason a été transmis des Scheler aux Rauch prussiens.

## Personnalités

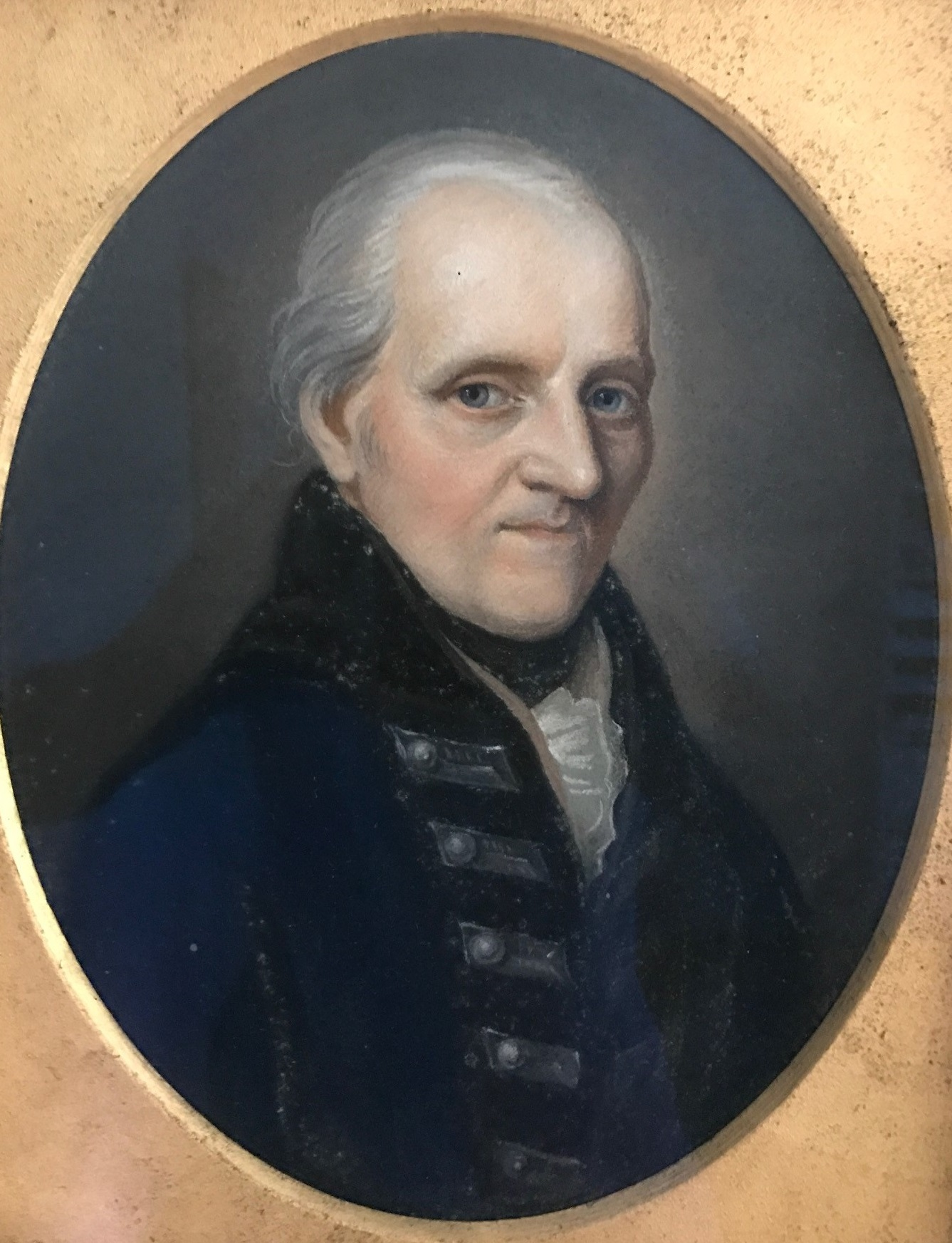
Général de division Bonaventura von Rauch (1740–1814)
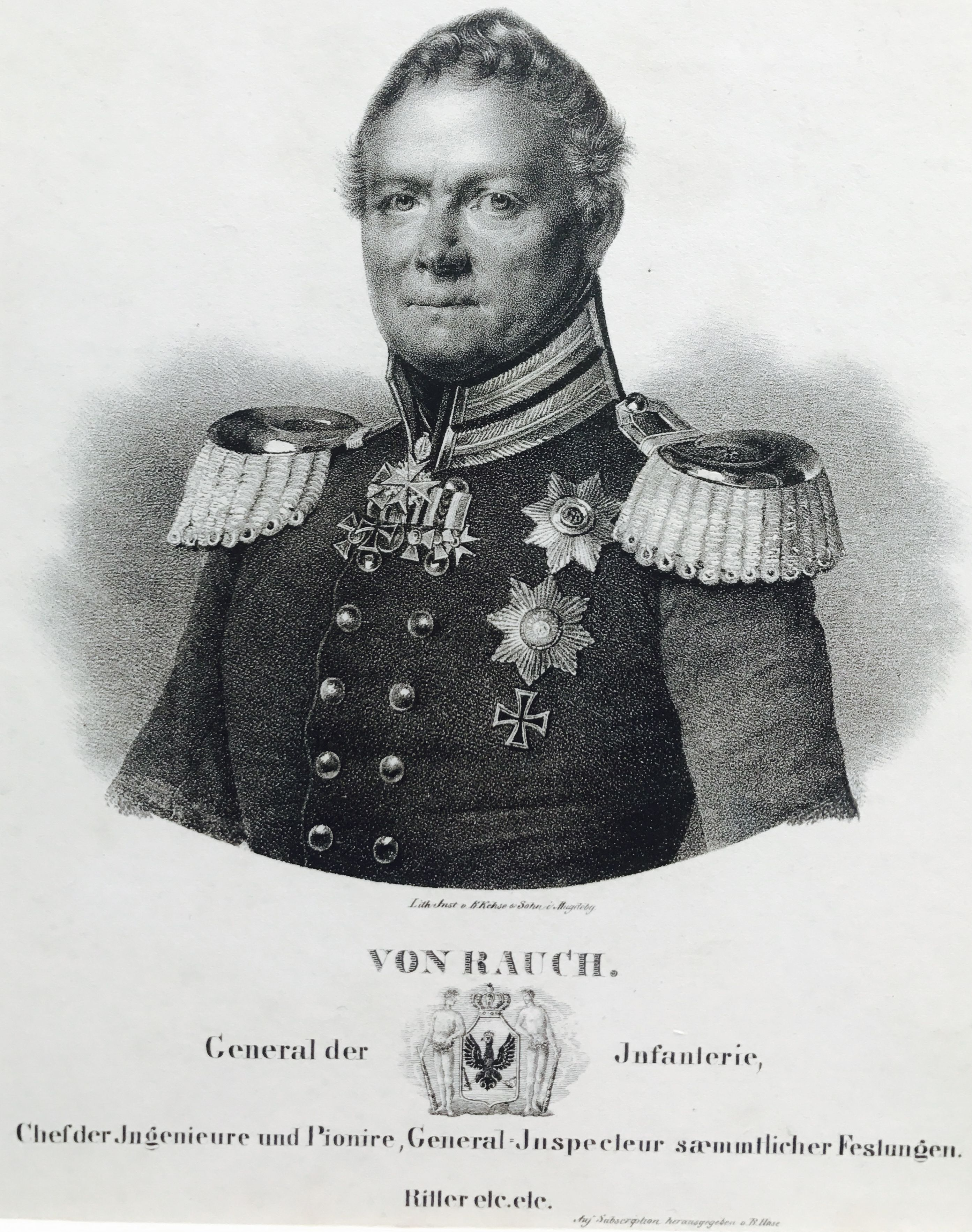
Ministre Gustav von Rauch (1774–1841)
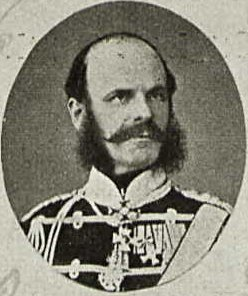
Général de cavalerie Gustav Waldemar von Rauch (1819–1890)
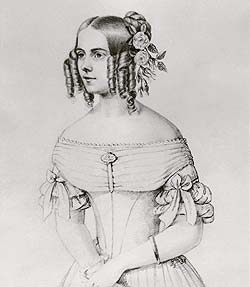
Rosalie comtesse de Hohenau, née von Rauch (1820–1879)
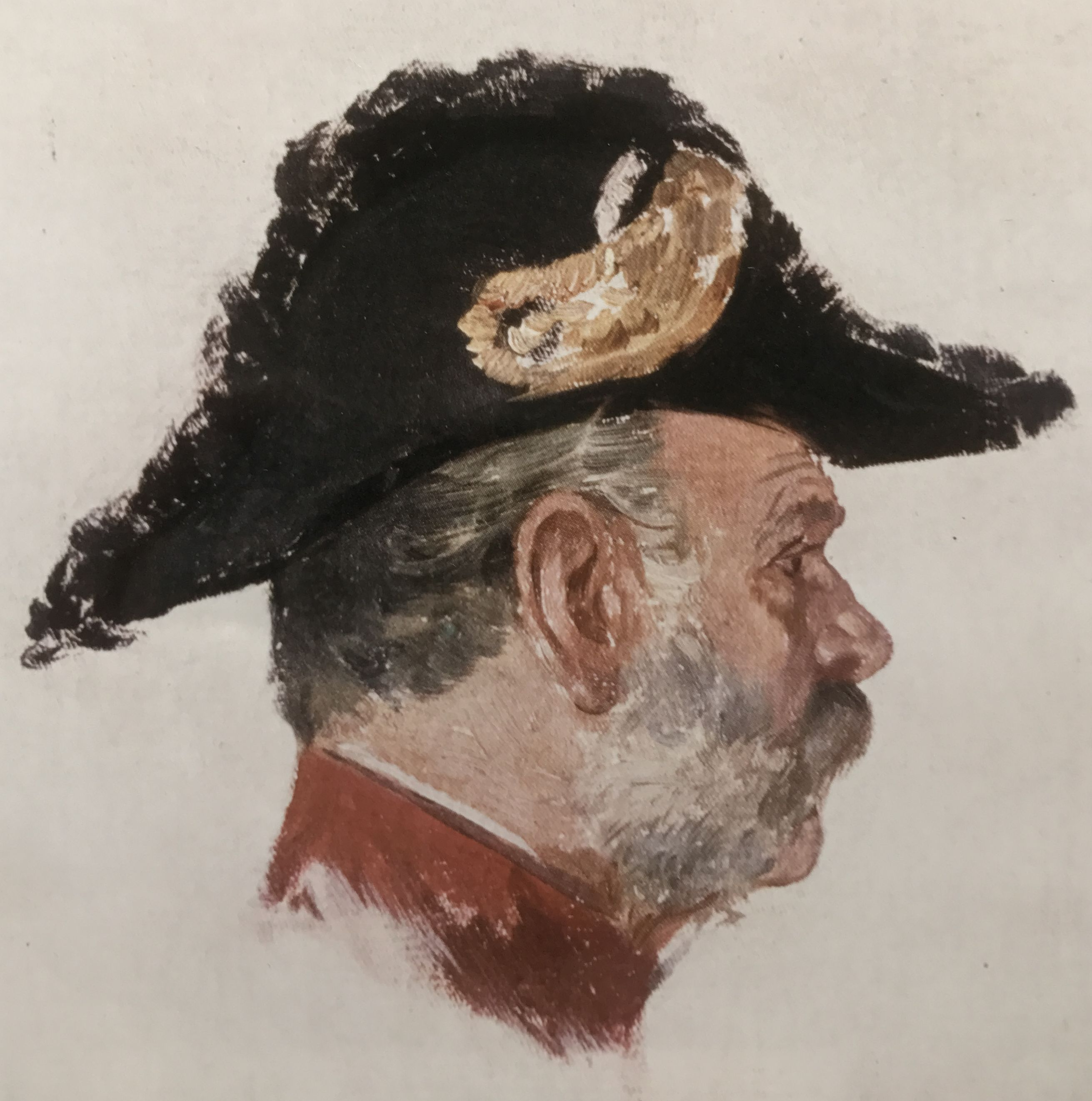
Chef écuyer Fedor von Rauch (1822–1892)
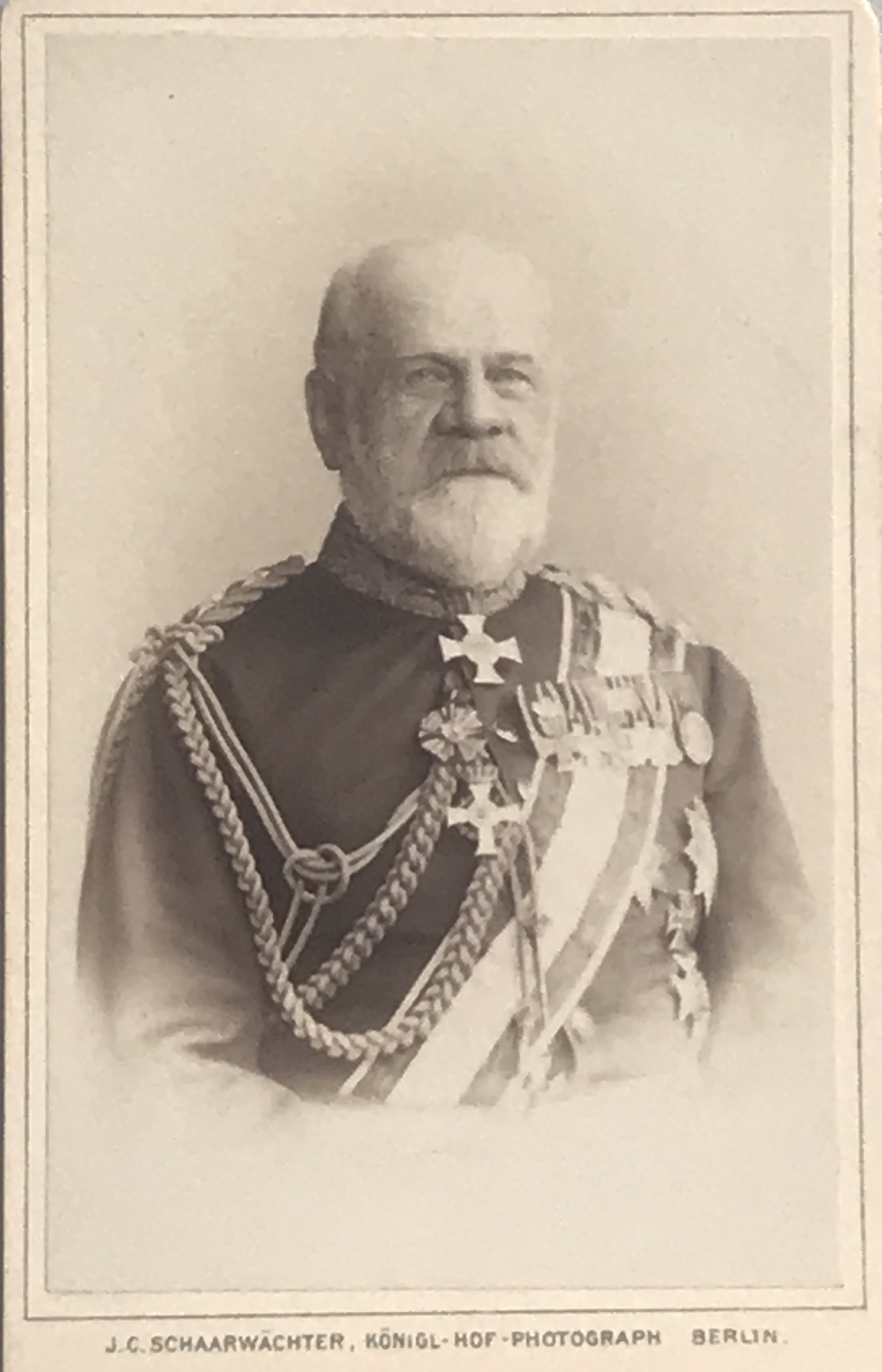
Général d'infanterie Albert von Rauch (1829-1901)
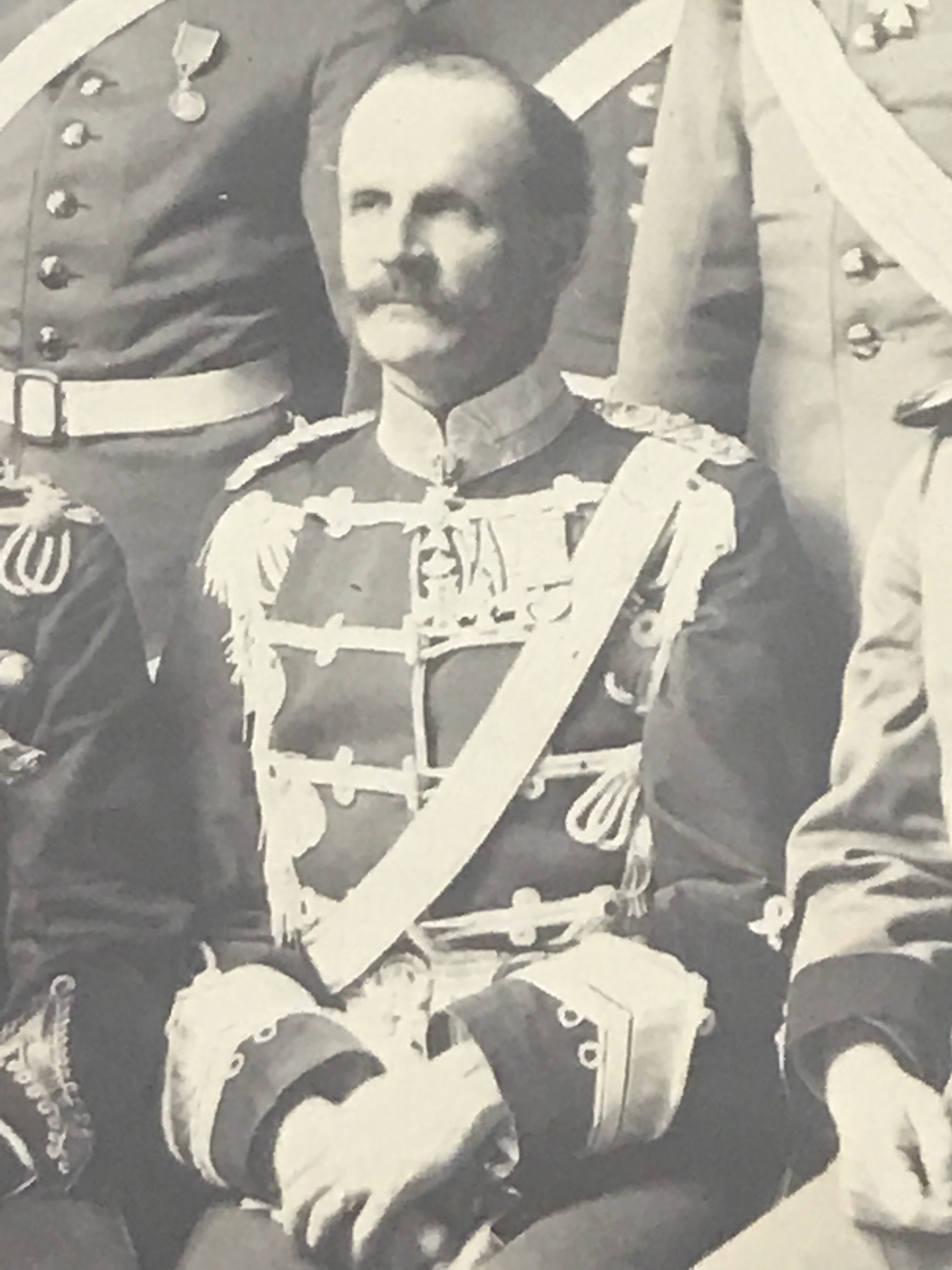
Colonel Nikolaus von Rauch (1851-1904)
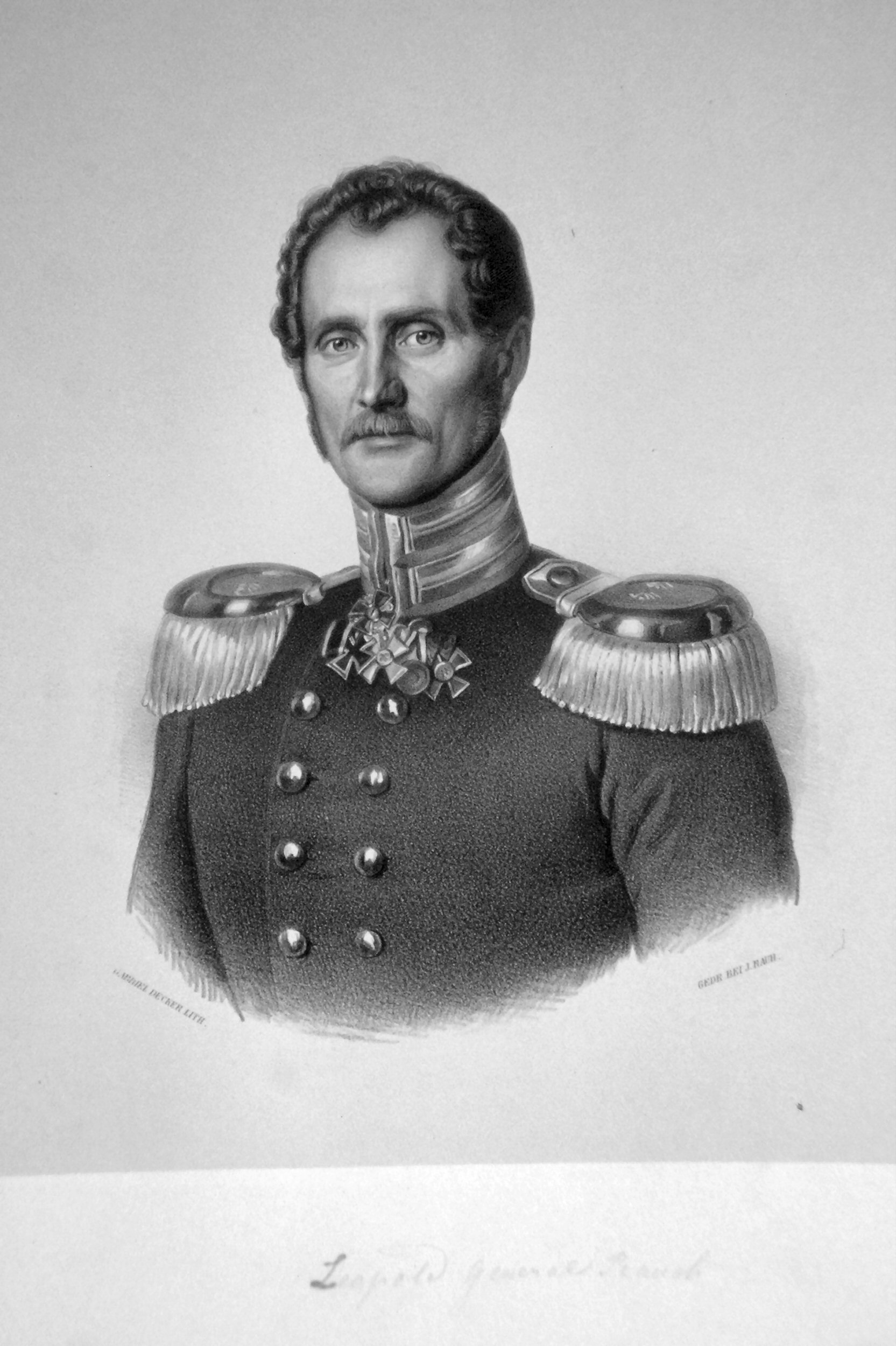
Général de division Leopold von Rauch (1787–1860)
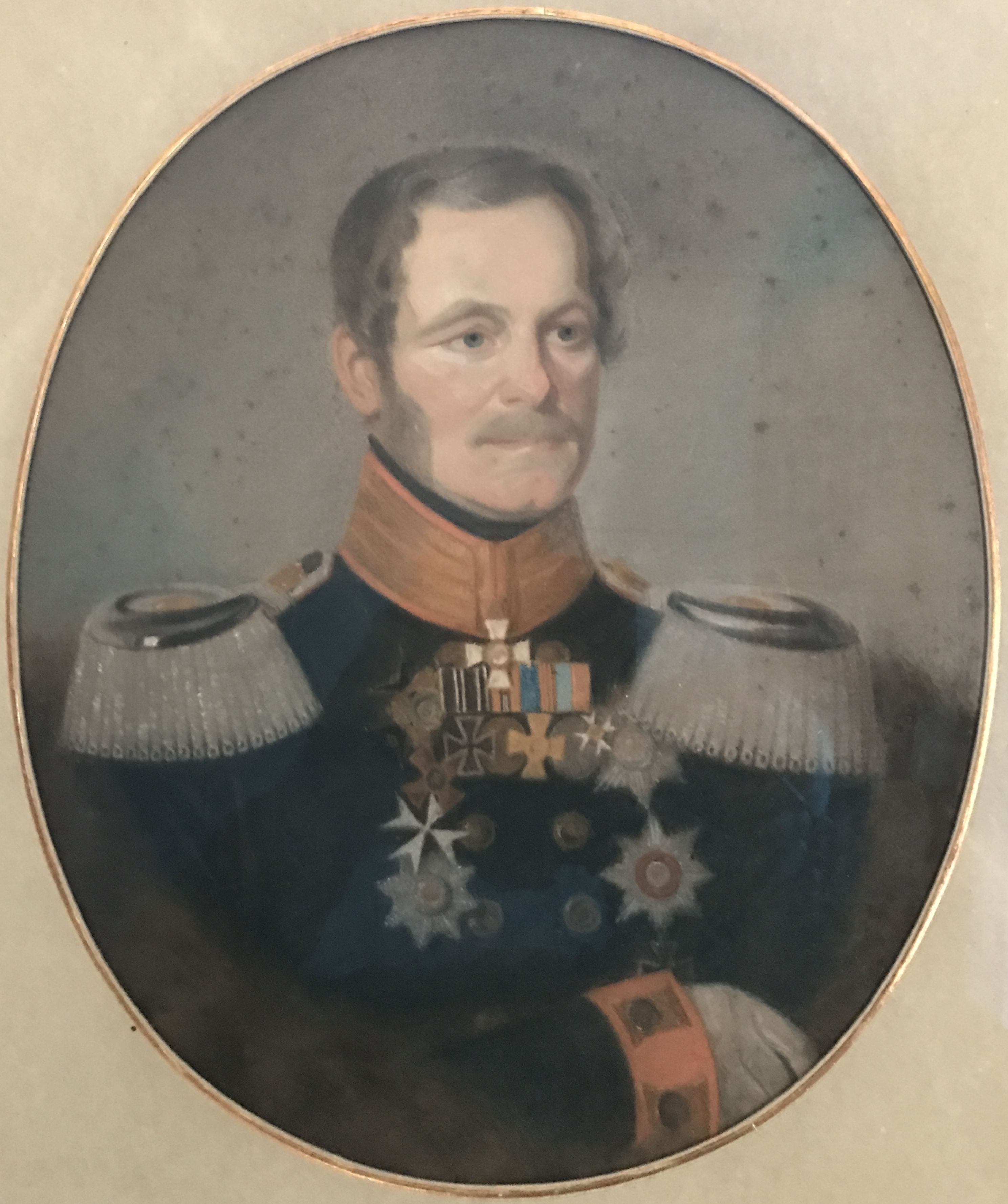
Lieutenant-général Friedrich Wilhelm von Rauch (1790–1850)
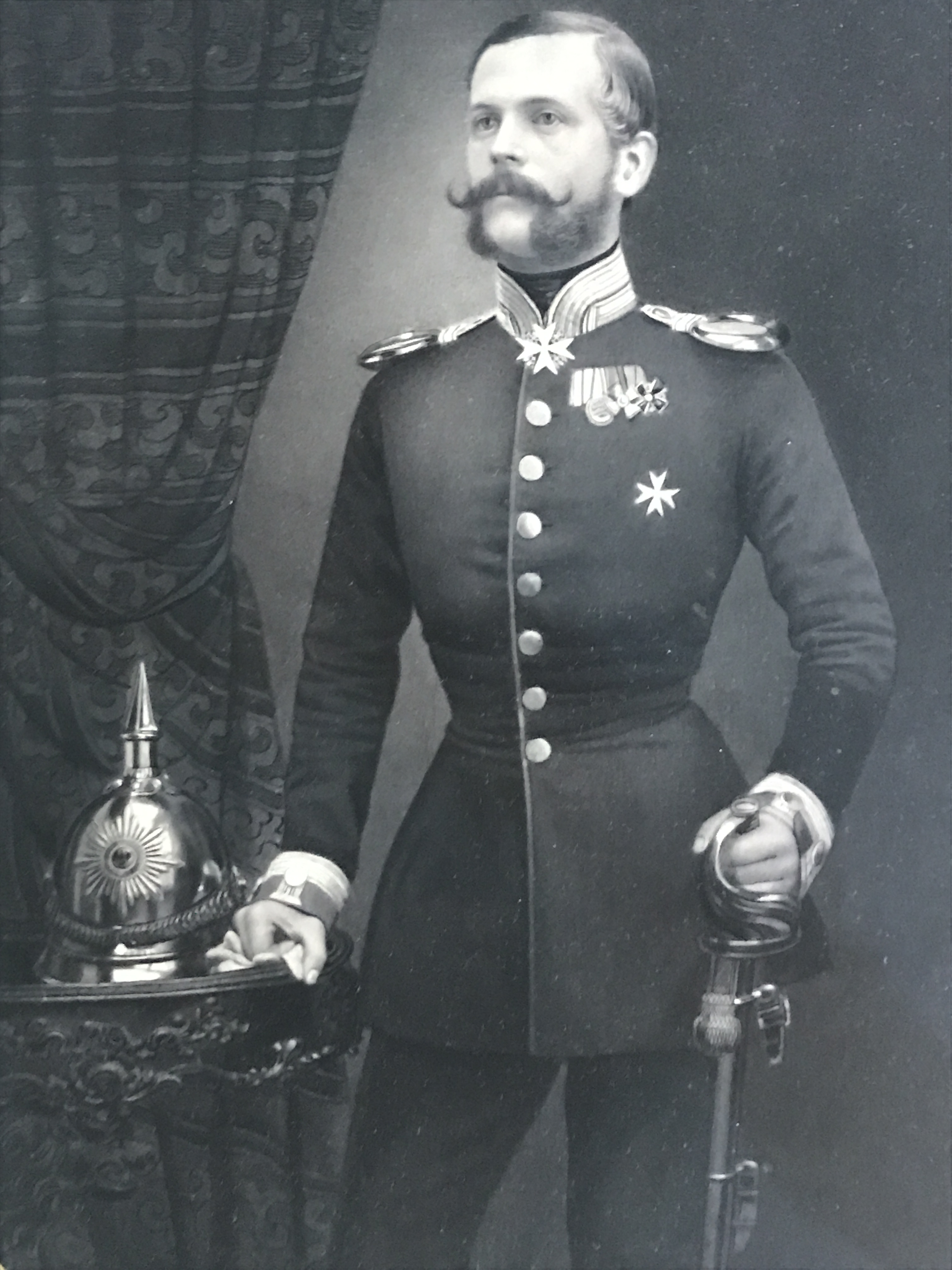
Général de cavalerie Alfred Bonaventura von Rauch (1824-1900)
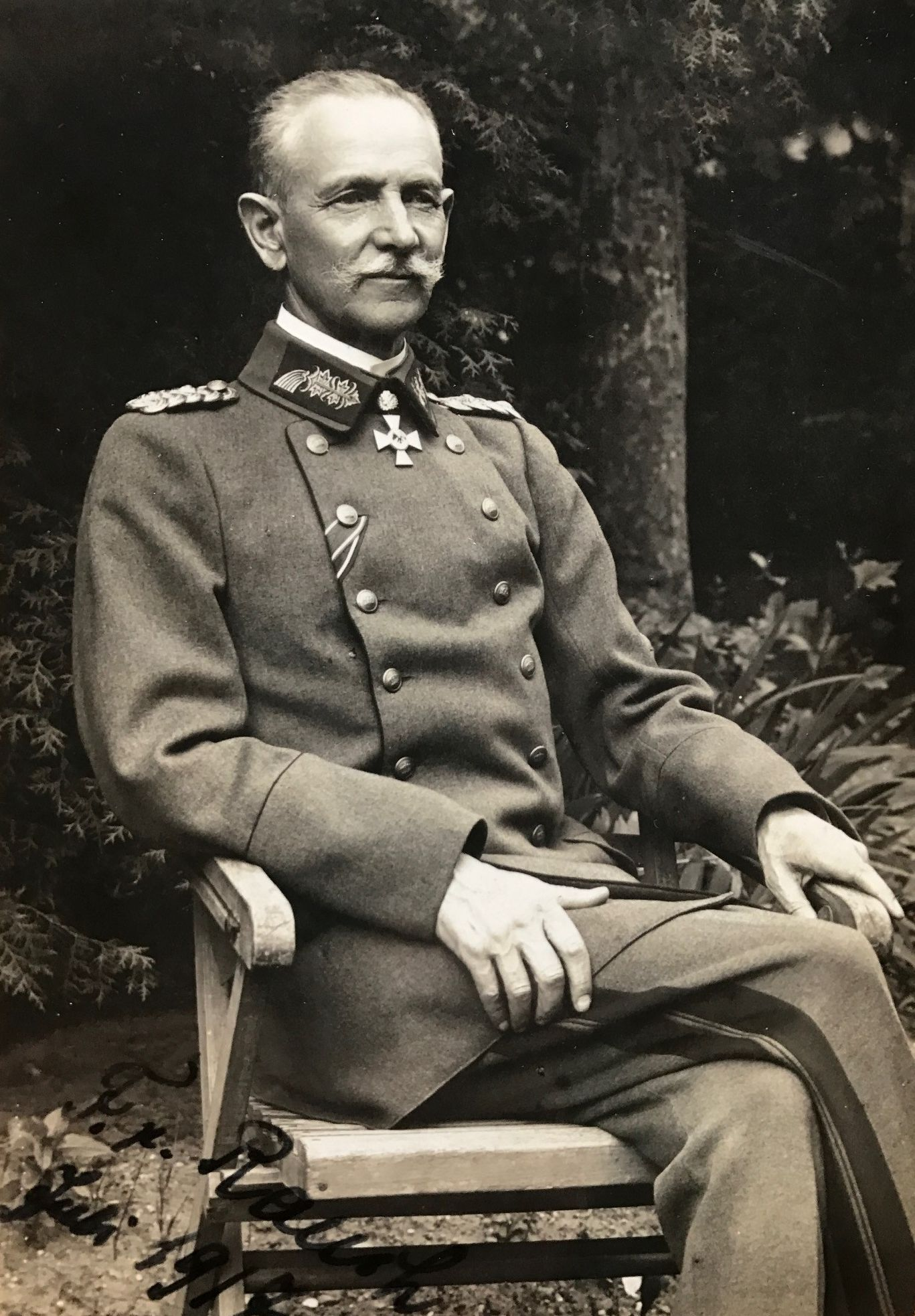
Général de cavalerie Friedrich von Rauch (1855-1935)
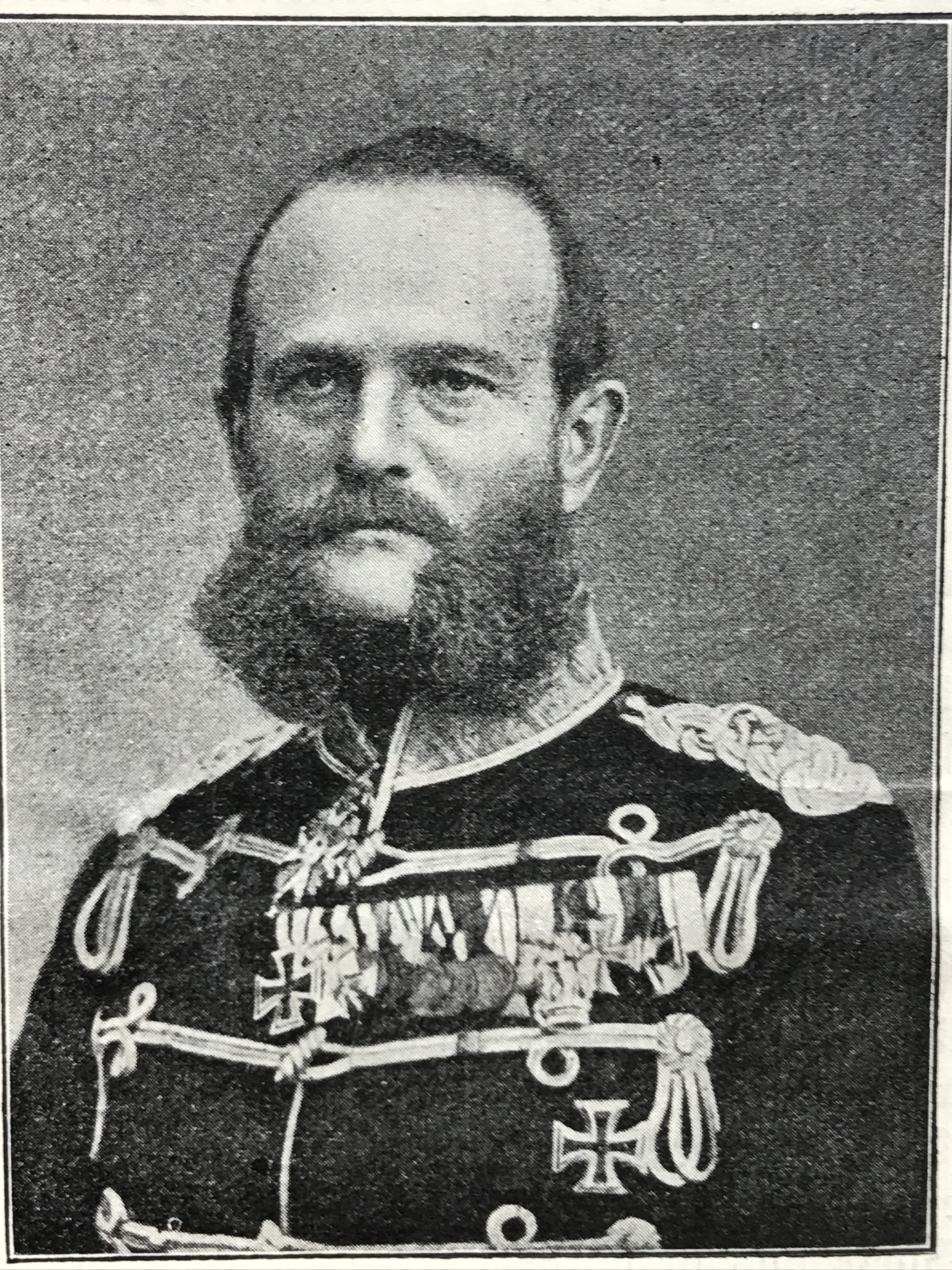
Lieutenant-général Friedrich Wilhelm von Rauch (1827-1907)

- Adolf von Rauch (1805-1877), chambellan, major prussien du régiment des Gardes du Corps et président de la Société numismatique de Berlin (de)
- Albert von Rauch (1829-1901), général d'infanterie prussien et chef de la gendarmerie d'État royale prussienne
- Alfred von Rauch (1824-1900), général de cavalerie prussien, adjudant général des empereurs allemands et fondateur du steeple de l'armée de Berlin
- Bonaventura von Rauch (1740–1814), général de division prussien et directeur de l'académie royale du génie de Potsdam
- Egmont von Rauch (1829–1875), colonel prussien et commandant du 3e régiment de hussards, fondateur du club d'équitation et d'élevage de chevaux de Saxe-Thuringe et des courses de galop à Halle-sur-Saale
- Fedor von Rauch (1822–1892), écuyer en chef des empereurs allemands, conseiller privé, vice-président de l'Union-Klub
- Friedrich von Rauch (1855-1935), général de cavalerie prussienne et inspecteur de 1re inspection de cavalerie
- Friedrich Wilhelm von Rauch (1790–1850), lieutenant général prussien, adjudant général du roi Frédéric-Guillaume IV et plénipotentiaire militaire à Saint-Pétersbourg
- Friedrich Wilhelm von Rauch (1827-1907), lieutenant général prussien et commandant de la 14e brigade de cavalerie
- Friedrich Wilhelm von Rauch (de) (1868-1899), premier lieutenant à la suite du 1er régiment à pied de la Garde, gouverneur militaire et précepteur des fils de l'empereur Guillaume II et l'impératrice Augusta-Victoria
- Gustav von Rauch (1774-1841), général d'infanterie prussien, ministre de la Guerre et citoyen d'honneur de Berlin
- Gustav Waldemar von Rauch (1819-1890), général de cavalerie prussien et chef de la gendarmerie d'État
- Leopold von Rauch (de) (1787–1860), général de division prussien et directeur de l'École générale de guerre
- Ludovica baronne von Stumm-Ramholz née von Rauch (de) (1866–1945), bienfaitrice du bâtiment hospitalier de Schlüchtern[6]
- Nikolaus von Rauch (de) (1851-1904), colonel prussien et commandant de la 29e brigade de cavalerie
- Rosalie comtesse von Hohenau née von Rauch (1820-1879), première dame d'honneur de la princesse Marianne de Prusse, puis seconde épouse du prince Albert de Prusse

## Tombes au cimetière des Invalides, à Berlin

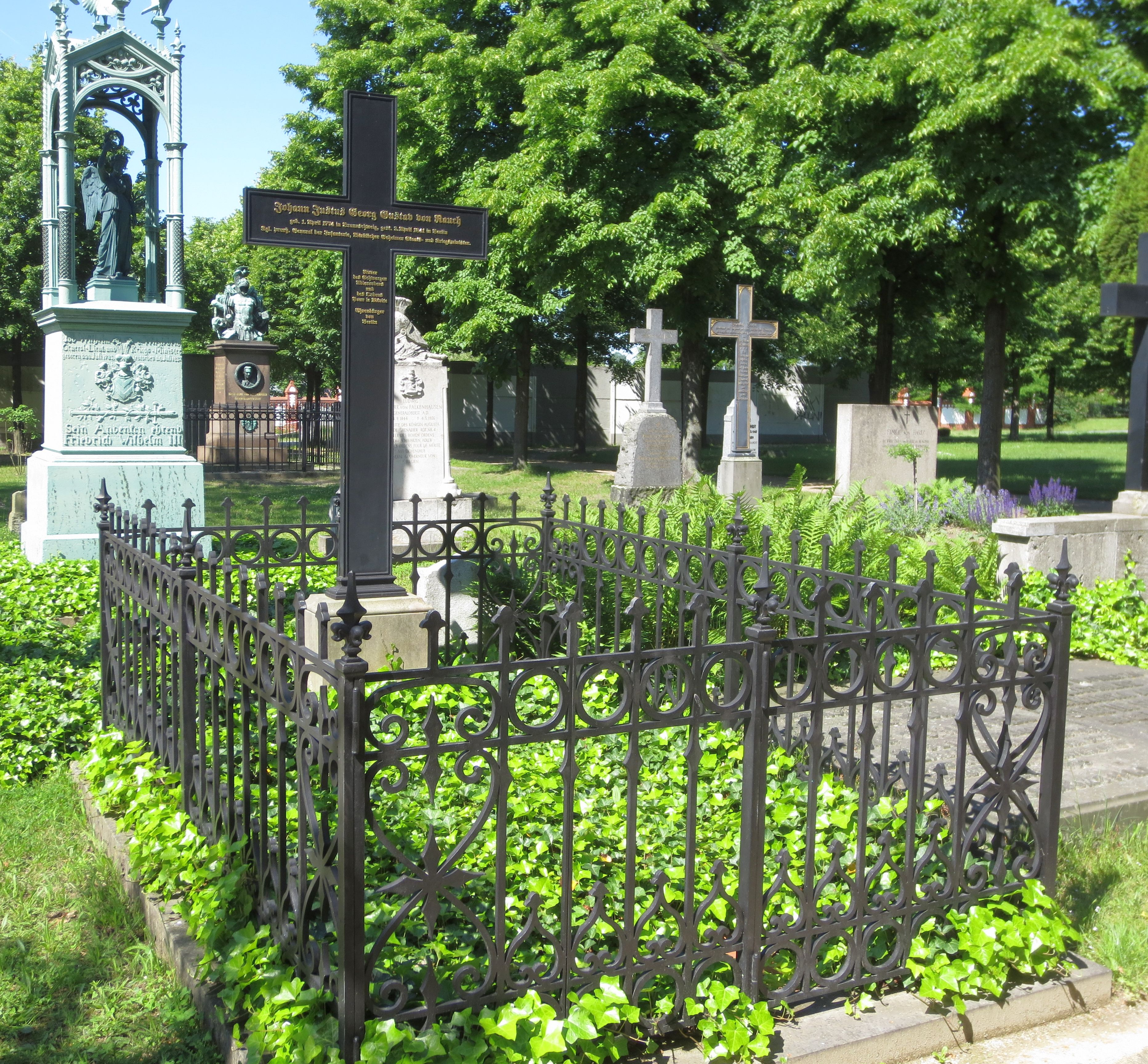
Tombe d'honneur du ministre et général de l'infanterie Gustav von Rauch (2013)
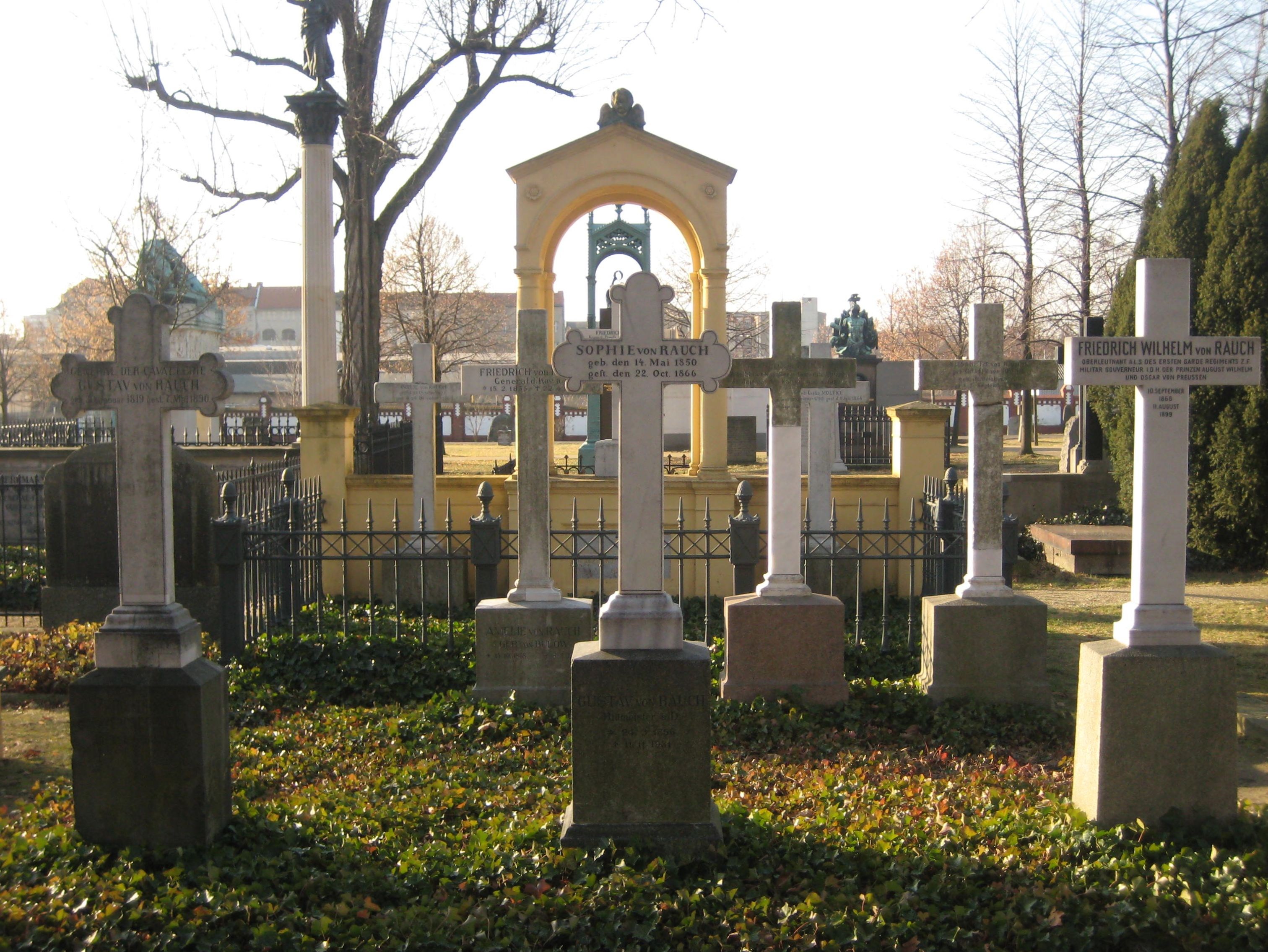
Sépulture héréditaire des Rauch - offerte par le roi Frédéric-Guillaume IV (2007)
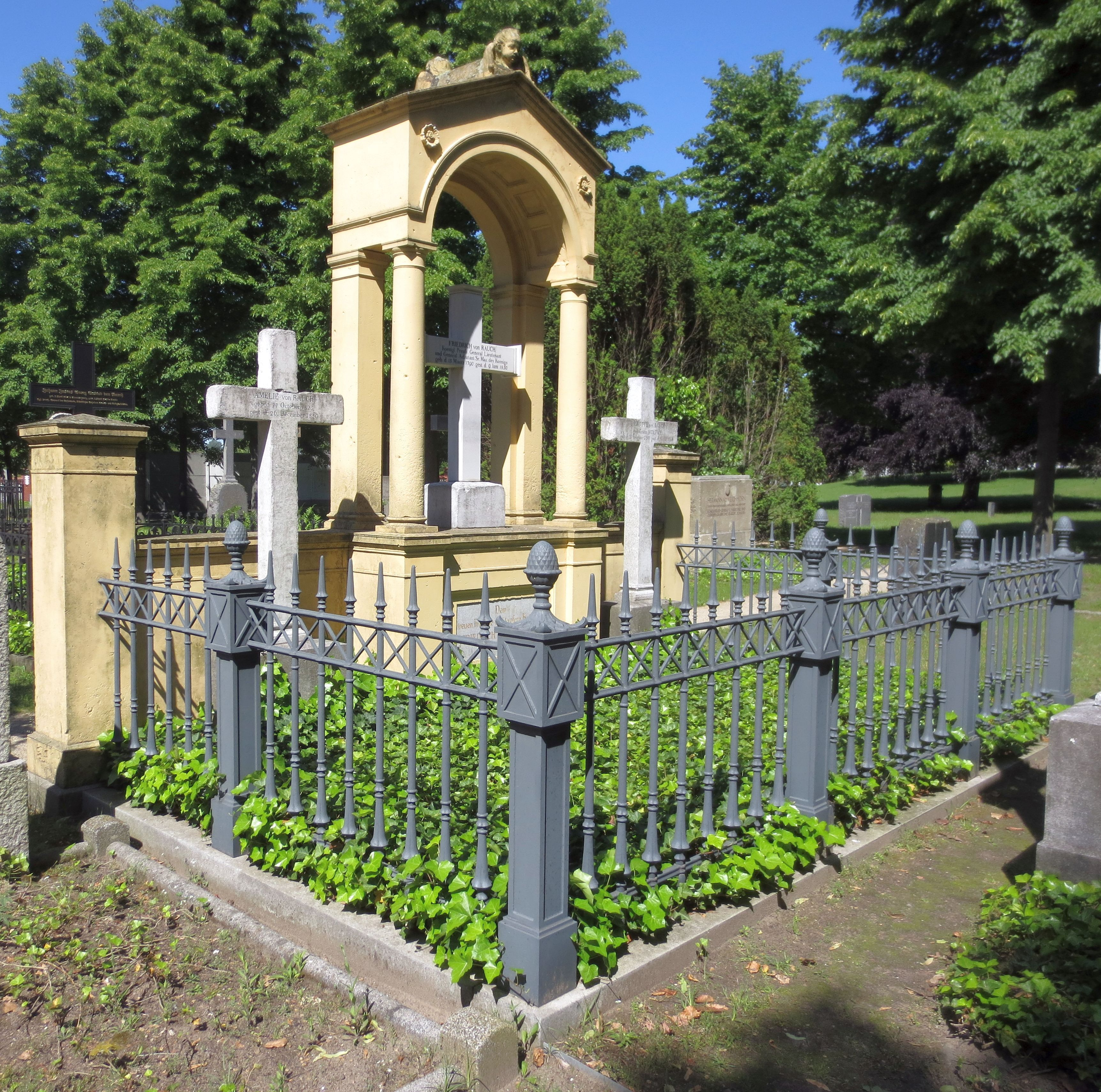
Monument funéraire du Generalleutnant Friedrich Wilhelm von Rauch, édicule arrière central (2013)
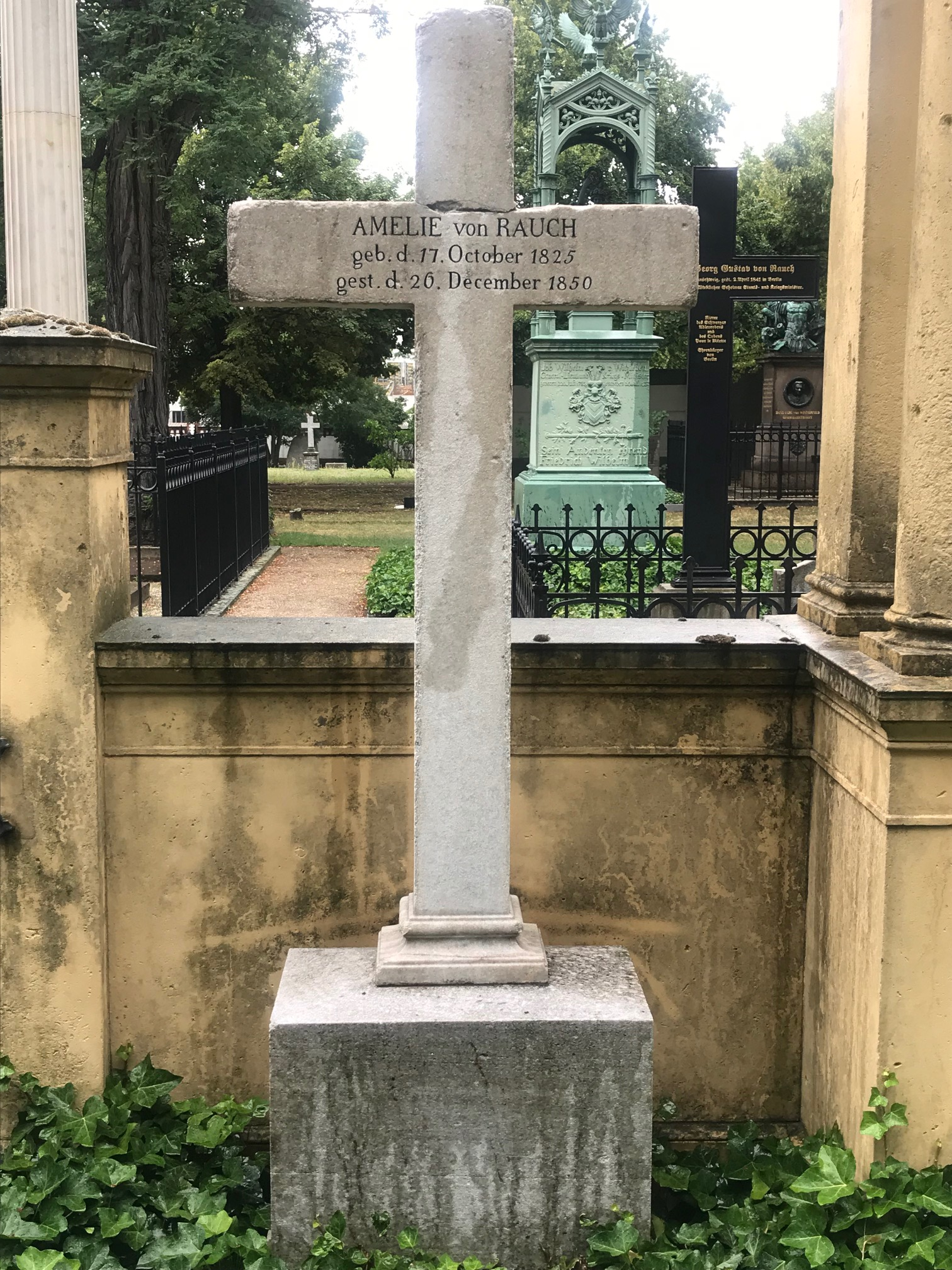
Croix funéraire pour Amélie von Rauch, fille de Friedrich Wilhelm et Laurette von Rauch
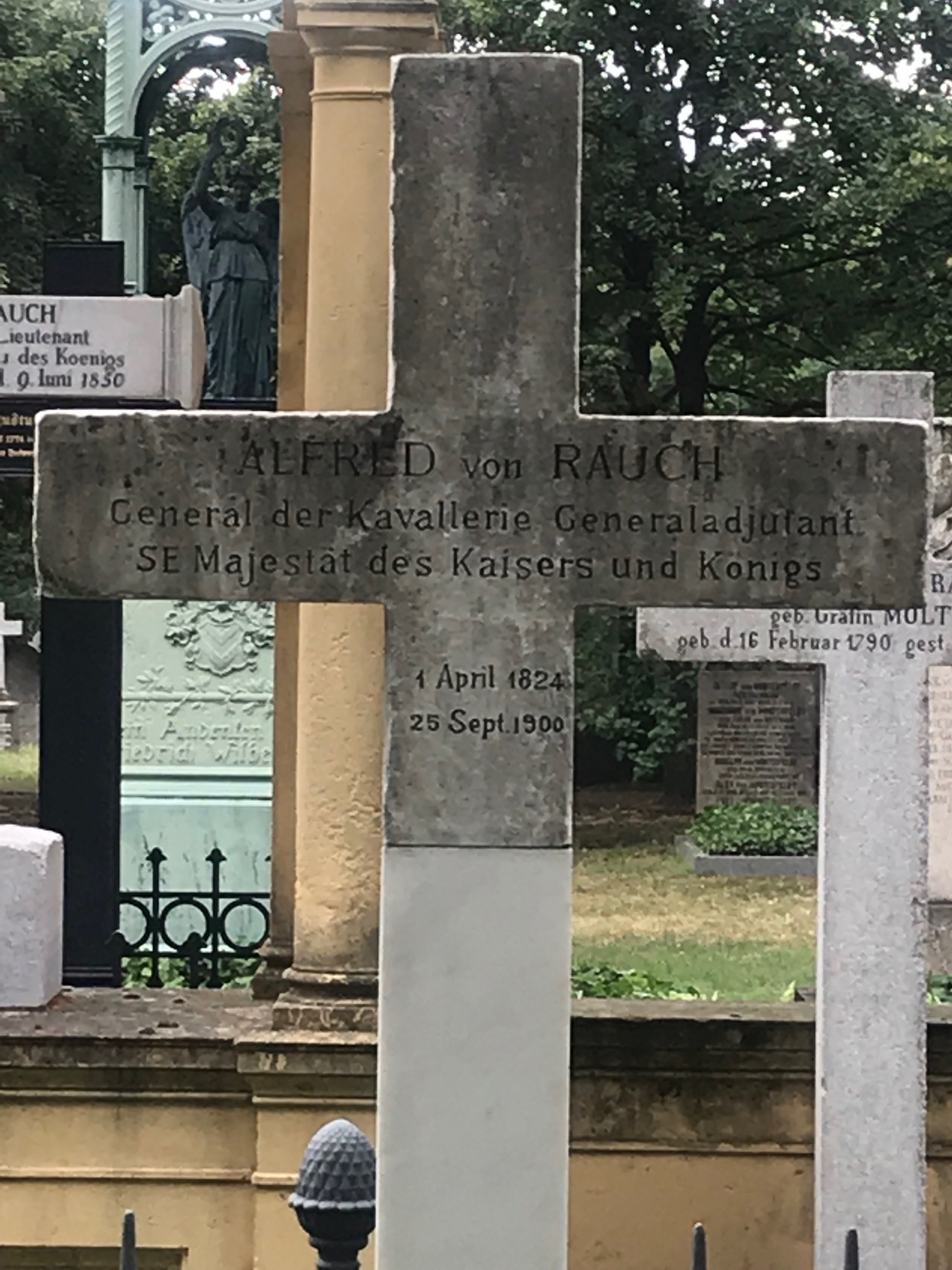
Croix funéraire du général de cavalerie Alfred Bonaventura von Rauch (2019)
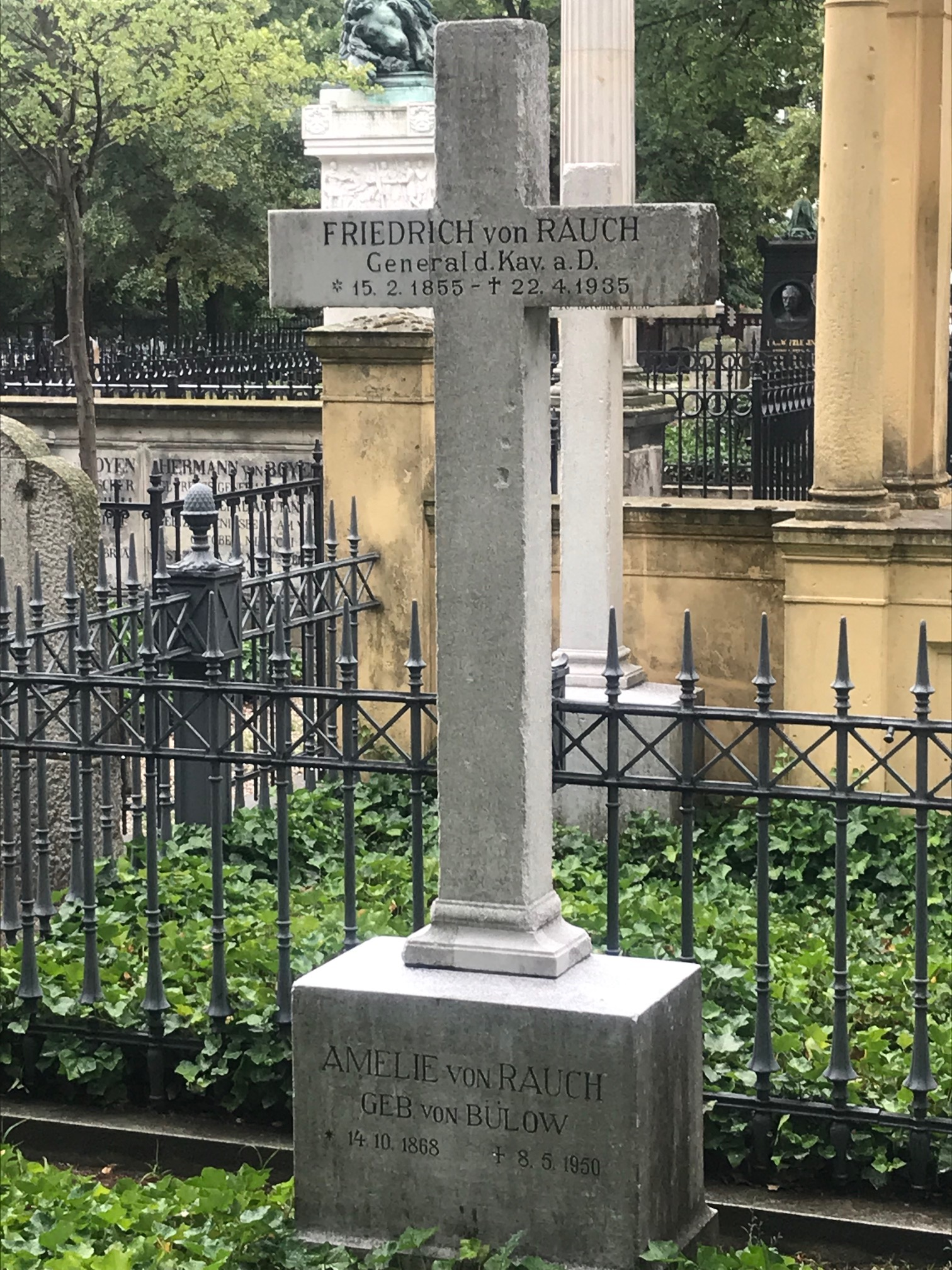
Croix funéraire pour le général de cavalerie Friedrich von Rauch et son épouse Amélie, née von Bülow-Gudow (2019)
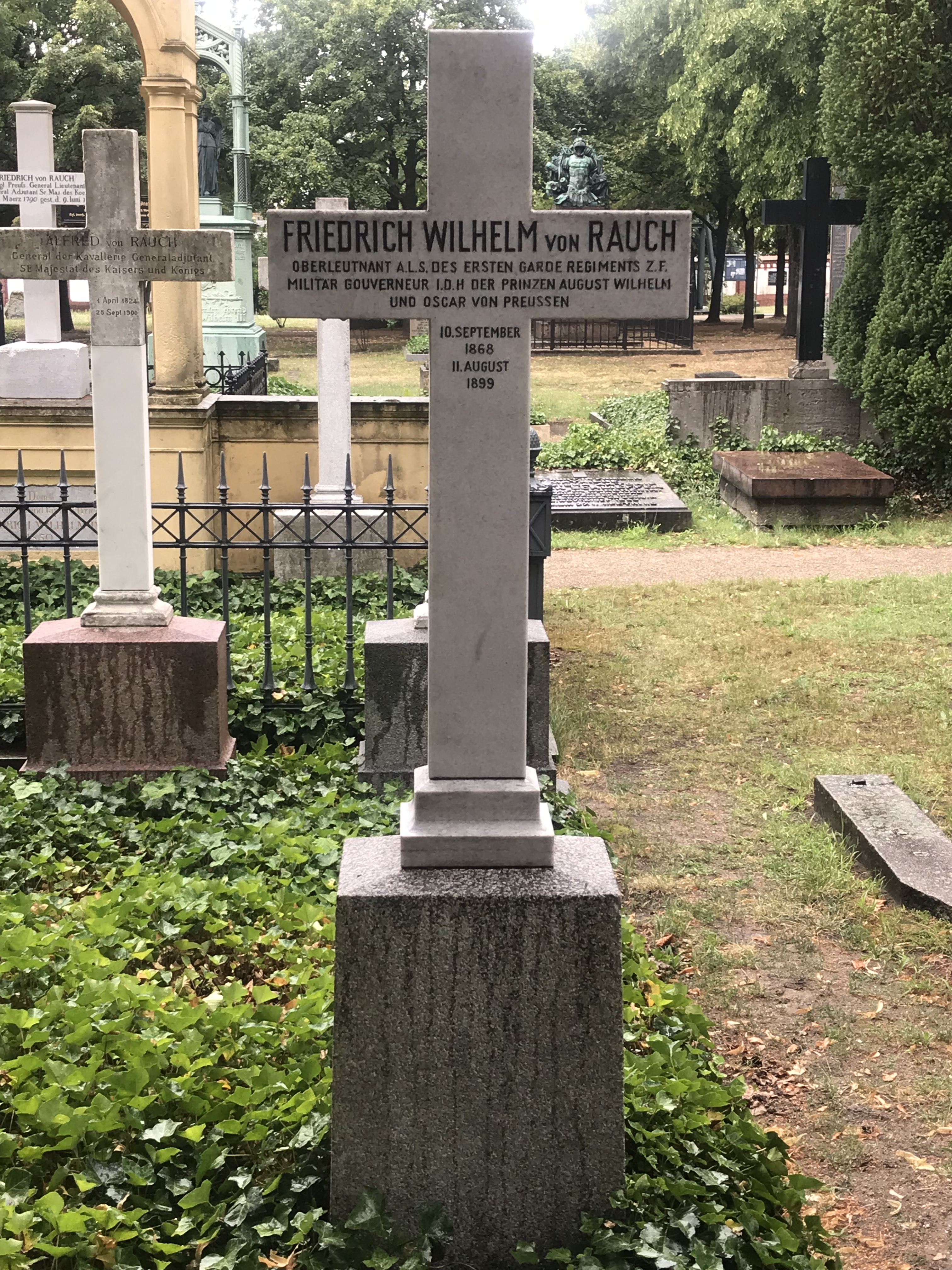
Croix funéraire du premier lieutenant Friedrich Wilhelm von Rauch, gouverneur militaire du château des princes de Plön (de) (2019)

Dans le cimetière des Invalides de Berlin, son frère cadet, le lieutenant-général Friedrich Wilhelm von Rauch, adjudant général du roi Frédéric-Guillaume IV et plénipotentiaire militaire à Saint-Pétersbourg, est enterré devant la tombe d'honneur de Gustav von Rauch. Une sépulture est créée par le roi de Prusse et d'après un projet de Friedrich August Stüler - éventuellement avec la participation de Frédéric-Guillaume IV - dans laquelle sont enterrés, outre Frédéric Wilhelm von Rauch, son épouse Laurette, née comtesse d'Empire von Moltke de la branche de Wolde, deux de leurs enfants et un certain nombre d'autres généraux Rauch et leurs épouses . Entre 1850 et 1950, des membres de la famille de quatre générations au total y trouvent leur dernière demeure.
La sépulture héréditaire des Rauch prussiens, située à quelques mètres de l'ancien mur de Berlin, est conservée et fait l'objet d'une restauration complète après 1990. Les tombes d'autres membres de la famille dans le cimetière des Invalides de Berlin n'existent plus.

### Fonds d'archives
- Familie von Rauch. Die Gesamtnachkommenschaft von Bonaventura und Johanna von Rauch. Handschriftliches Manuskript von Oberst a. D. Leopold von Rauch, 1945 (Archives de la noblesse allemande de Marbourg)
- Genealogische Sammlung Cuno Freiherr von Rodde. Gesammelte Lebensläufe der Familie von Rauch (Archives principales d'État de Schwerin (de))